# Galgano Gori
Galgano Gori (1803 – 1868) è stato un artigiano italiano.
Successe al padre Felice (?-1846) nell'incarico di macchinista del Museo di Fisica e Storia Naturale di Firenze. Nel 1832 divenne socio dell'Accademia di Arti e Manifatture di Firenze.